# Dmitrij Strachow
Dmitrij Władimirowicz Strachow (ros. Дмитрий Владимирович Страхов, ur. 17 maja 1995 w Wyborgu) – rosyjski kolarz szosowy i torowy.

## Osiągnięcia

### Kolarstwo szosowe
Opracowano na podstawie:

2012
- 2. miejsce w mistrzostwach Rosji juniorów (start wspólny)

2013
- 3. miejsce w Tour of Istria
- 1. miejsce w Trofeo Emilio Paganessi

2016
- 1. miejsce w klasyfikacji młodzieżowej Grande Prémio Internacional Beiras e Serra da Estrela

2017
- 1. miejsce w klasyfikacji młodzieżowej Vuelta a la Comunidad de Madrid
- 1. miejsce w klasyfikacji młodzieżowej Grande Prémio Internacional Beiras e Serra da Estrela
- 3. miejsce w Prueba Villafranca-Ordiziako Klasika

2018
- 1. miejsce w Classica da Arrabida
- 1. miejsce w klasyfikacji punktowej Volta ao Alentejo
  - 1. miejsce na 2. i 3. etapie
- 1. miejsce w Grande Prémio Internacional Beiras e Serra da Estrela
  - 1. miejsce w klasyfikacji młodzieżowej
  - 1. miejsce na 1. etapie
- 1. miejsce na 1. etapie Vuelta a Asturias

2022
- 1. miejsce w klasyfikacji sprinterskiej UAE Tour

### Kolarstwo torowe
Opracowano na podstawie:
2012
- 3. miejsce w mistrzostwach świata juniorów (wyścig drużynowy na dochodzenie)

2013
- 1. miejsce w mistrzostwach Europy juniorów (wyścig drużynowy na dochodzenie)
- 3. miejsce w mistrzostwach świata juniorów (wyścig drużynowy na dochodzenie)

## Rankingi

### Kolarstwo szosowe
| Rok             | 2015 | 2016  | 2017 | 2018 | 2019  | 2020  | 2021 | 2022  |
| --------------- | ---- | ----- | ---- | ---- | ----- | ----- | ---- | ----- |
| World Ranking   |      | 2603. | 322. | 183. | 2262. | 1586. | 985. | 1732. |
| UCI Europe Tour | 957. | 1753. | 148. | 62.  | 1454. | 1180. | 735. | 1133. |
|                 |      |       |      |      |       |       |      |       |
| Źródło: UCI     |      |       |      |      |       |       |      |       |